# Ripert (entreprise)
Cet article concerne l'entreprise créée par Antoine Ripert, carrossier. Pour les personnes homonymes, voir Émile Ripert.
Pour les articles homonymes, voir Ripert.

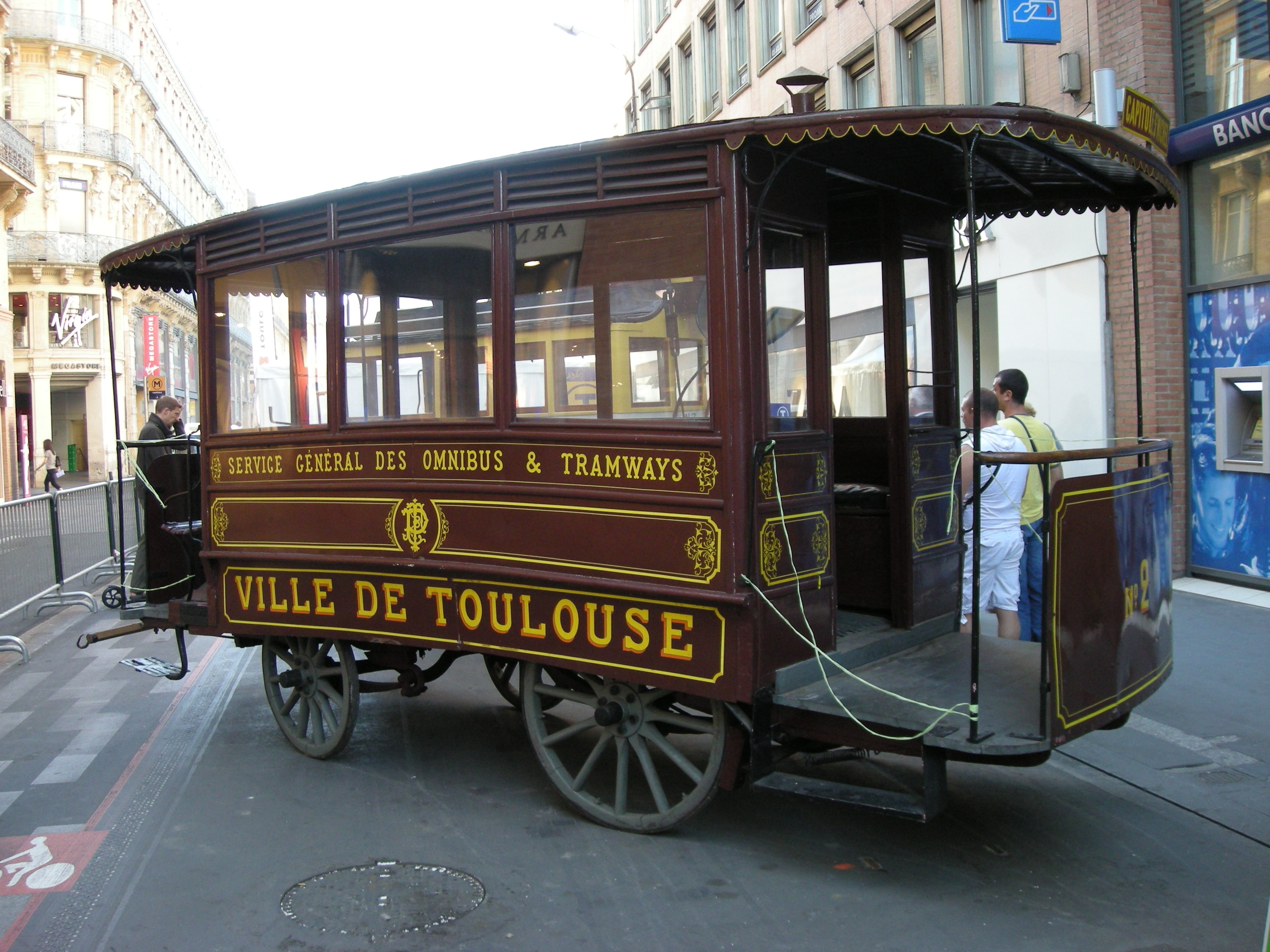
Car Ripert mis en service à Toulouse en 1881.

Ripert est une entreprise de carrosserie marseillaise qui, dans les années 1870, sous la direction d’Antoine Ripert, conçoit et fabrique un type d’omnibus hippomobile sur la base d’une caisse de tramway, appelé Car Ripert. Puis, sous le nom des automobiles Ripert, l'entreprise devient un constructeur d'automobiles au tournant du XXe siècle. 

## Histoire

### Création
L'entreprise est fondée par Ripert, carrossier.

### Omnibus
Le Tram Omnibus Car Ripert, selon sa dénomination officielle, est développé à partir des années 1870. Il connaît un certain succès en étant utilisé dans de nombreuses villes françaises, mais aussi en Suisse, en Belgique, en Espagne et au Portugal, à Porto : soit des villes qui ne souhaitent pas investir dans de coûteux réseaux de voies, soit qui sont déjà équipées de tramways mais qui utilisent les Cars Ripert en appoint ou sur des lignes à faible trafic.
En tant que carrossier, Ripert obtient en 1878 le marché de l’entretien et de la réparation des véhicules de la Compagnie générale d’omnibus de Marseille, jusqu’en 1882 où la compagnie est en faillite et où Ripert lui intente un procès pour recouvrer les sommes qui lui sont dues.

### Automobile
L’entreprise Ripert, de 1899 à 1902, fabrique des automobiles. Elle fabrique également deux types de moteurs bicylindres, de 6 et 12 CV. Le moteur était monté à l’avant du châssis et la propulsion se faisait sur l’essieu arrière par une courroie. Le moteur avait une boîte de quatre vitesses, et le véhicule dispose d'un carburateur dont Ripert est le concepteur ; il obtient une médaille à l'Exposition universelle de 1900.
Une voiture Ripert est visible à la Cité de l'automobile - Musée national - Collection Schlumpf à Mulhouse.

## Pour aller plus loin